# فيلامايور دي لوس مونتس
بلدية فيلامايور دي لوس مونتس (بالإسبانية: Villamayor de los Montes)‏, هي إحدى بلديات مقاطعة برغش, التي تقع في منطقة قشتالة وليون, والتي تقع في شمال غرب إسبانيا.
يبلغ عدد سكانها 232 نسمة وفقاً لإحصائية سنة (2002).